# Esaias Wechter
Esaias Wechter, född 1701, död 17 maj 1776, var en finländsk industriman och riksdagsman. Han var pionjären för textilindustrin i Finland.

## Biografi
Esaias Wechter var son till köpmannen i Åbo Henric Wechter och Anna Simolenia. Henric sände troligen sina barn till Sverige innan ryssarna under Stora nordiska kriget år 1713 ockuperade Finland men tvingades själv att fungera som ockupationstruppernas borgmästare i Åbo. Sonen Esaias hann tydligen under sin tid i Sverige få en god utbildning. Han nämns som handlande i Åbo 1722 då han kom till staden med ett varulager, som han önskade sälja där för att se hur marknaden låg. Han nekades dock det tillfälliga tillstånd han hade begärt med hänvisning till faderns rikedom. I maj 1723 beviljades han permanent burskap för att handla med spannmål, salt och tobak. Hans deltagande i utrikeshandeln ledde snart till att han också blev delägare i några handelsfartyg. 
Som skeppsredare började Wechter intressera sig för skeppsbyggeri och han deltog 1732 i anläggande av ett reparationsvarv på Aura ås östra strand. Han ville 1737 också delta i anläggningen av ett nybyggnadsvarv men då krigsmaktens beställningar uteblev lades projektet ned efter några år. Wechter anlade år 1738 i Åbo  en ylle- och klädesfabrik, som kom att bli en av stadens viktigaste industrier och en föregångare i Finland. Det privilegium som utfärdades 1739 gav fabriken monopol på klädestillverkningen i Finland under 12 år och ägarna erhöll ett lån ur manufakturfonden. År 1738 grundades ett spinnhus i Åbo vilket tryggade fabrikens tillgång på råvara. Wechter blev också dess föreståndare. Fabriken i Åbo kompletterades med ett valkverk i Lundo och ett färgeri. År 1739 fick Wechter kontrakt på att leverera kläde till Åbo läns infanteriregemente. Detta upprepades flera gånger men då kronan på 1760-talet började begära in anbud från flera företagare gav Wechter upp och sålde fabriken 1770. Wechter deltog även i ett konsortium av åboborgare som under några år arrenderade Tykö bruk men deras verksamhet avbröts av Hattarnas ryska krig 1741.
På 1730-talet tillhörde Wechter stadens äldste. År 1741 valdes han till rådman och försökte 1743 bli vald till politieborgmästare men misslyckades. Efter det minskade hans intresse för stadens ledning. Han uteblev allt oftare från rådmansarbetet och avsattes till slut år 1762. Han vanskötte också sin uppgift som föreståndare för stadens spinnhus och fick lämna uppdraget redan år 1750.
Wechter valdes 1734 till den ene av Åbo stads två riksdagsmän. Under riksdagen gällde hans främsta insats kronans tullarrende. Wechter skrev ett memorial i ärendet och de missbruk han påtalade var så grava att borgarståndet gav det till de övriga stånden för kännedom. Följden blev att tullarrendet visserligen förlängdes men en tulldeputation tillsattes för att bevaka verksamheten och vissa missbruk kunde stävjas. Han representerade ensam staden vid 1738–39 års riksdag, då han liksom år 1734 hade plats i Sekreta utskottet och dess Mindre sekreta deputation och bland annat med kraft verkade för förslaget, att domarämbeten i Finland endast skulle anförtros personer, som behärskade finska språket. Han motsatte sig kraftigt att en del riksdagsmän ville sända regementen till Finland eftersom det i onödan kunde provocera Ryssland till något militärt motdrag. Genom detta motsatte han sig hattarnas aktiva östpolitik och blev själv hänförd till mösspartiet. Vid valet till 1740 års riksdag misslyckades Wechter så att en av stadens borgmästare valdes i hans ställe. År 1742 valdes Wechter, då rådman, ehuru med ringa majoritet, till den ene av stadens två riksdagsmän och var även då medlem av Sekreta utskottet. Under riksdagen kämpade han för att de ansvariga för hattarnas olyckliga krig skulle ställas till svars men riksdagen var alltjämt i hattpartiets händer. Vid riksdagsmannavalet 1746 misslyckades Wechter med att få köpmännens stöd men däremot valdes han av hantverkarna till deras representant i riksdagen. Landshövdingen stödde detta men i riksdagen nekade borgarståndets hattvänliga majoritet honom rätten att vara riksdagsman. Efter detta nederlag drog han sig tillbaka till privatlivet.
Wechter var första gången gift 1726 med Catharina Schele (ca 1707-1743) och andra gången 1748 med Catharina Elisabeth Danckwardt (ca 1727-1784). Han hade i vardera äktenskapet många barn som uppnådde vuxen ålder.